# Grabkraft
Erdbaumaschinen, etwa Hydraulikbagger oder Radlader, erzeugen verschiedenartige Grabkräfte, wenn sie mit ihrem Grabgefäß (z. B. einem Tieflöffel) Erdreich lösen und laden. Die Grabkräfte werden dabei im Wesentlichen bestimmt von der Motorleistung und dem Umlenkmechanimus, der sich zwischen dem Grabgefäß und dem Maschinenwagen befindet. Anhand der Grabkräfte kann in der Praxis die Leistungsfähigkeit einer Erdbaumaschine bewertet und verglichen werden.
Vereinfacht lässt sich sagen, dass mit zunehmendem Betriebsgewicht einer Erdbaumaschine auch ihre Grabkräfte ansteigen.

## Arten
Bei Erdbaumaschinen werden folgende Grabkräfte unterschieden; allen ist gemeinsam, dass sie an den Zähnen bzw. der Schneide des jeweiligen Grabgefäßes ansetzen und damit auch ihre Wirkungslinie durch diesen Punkt läuft:
- Losbrechkraft {\displaystyle F_{l}}; sie kann sowohl von einer Ladeschaufel als auch von einem Hoch- oder Tieflöffel hervorgerufen werden. In beiden Fällen wirkt die Kraft senkrecht zur gedachten Verbindungslinie zwischen der Zahnspitze und dem Drehpunkt des Grabgefäßes am Stiel.
- Reißkraft {\displaystyle F_{r}} eines Hoch- oder Tieflöffels; ihre Wirklinie steht senkrecht zur gedachten Verbindungslinie zwischen der Zahnspitze und dem Drehpunkt des Stiels am Ausleger.
- Vorstoßkraft {\displaystyle F_{v}} einer Ladeschaufel; ihre Wirklinie verläuft waagrecht auf der Standebene der Erdbaumaschine.
- Schließkraft {\displaystyle F_{s}} eines Schalengreifers; sie wirkt senkrecht zur gedachten Verbindungslinie zwischen der Zahnspitze und dem Drehpunkt der Schale.